# Sudkovice
Sudkovice jsou malá vesnice, část obce Miloňovice v okrese Strakonice v Jihočeském kraji. Nachází se asi půl kilometru jižně od Miloňovic. Je zde evidováno 14 adres. V roce 2011 zde trvale žilo 28 obyvatel.
Sudkovice jsou také název katastrálního území o rozloze 2,53 km².

## Historie
První písemná zmínka o vesnici pochází z roku 1253.

## Obyvatelstvo
| Rok            | 1869 | 1880 | 1890 | 1900 | 1910 | 1921 | 1930 | 1950 | 1961 | 1970 | 1980 | 1991 | 2001 | 2011 | 2021 |
| -------------- | ---- | ---- | ---- | ---- | ---- | ---- | ---- | ---- | ---- | ---- | ---- | ---- | ---- | ---- | ---- |
| Počet obyvatel | 105  | 117  | 111  | 102  | 107  | 105  | 90   | 67   | 57   | 49   | 39   | 33   | 32   | 28   | 28   |
| Počet domů     | 16   | 15   | 15   | 15   | 15   | 14   | 14   | 14   | 14   | 14   | 11   | 13   | 13   | 14   | 15   |

## Pamětihodnosti
- Kaple svatého Václava (kulturní památka ČR)